# Konferencja Episkopatu Austrii
Konferencja Episkopatu Austrii (niem. Österreichische Bischofskonferenz) − instytucja zrzeszająca austriackich biskupów katolickich. Powstała w 1849. Jest członkiem Rady Konferencji Episkopatów Europy.

## Prezydium KEA
- przewodniczący – abp Franz Lackner OFM (od 16 czerwca 2020)
- wiceprzewodniczący – bp Manfred Scheuer (od 16 czerwca 2020)

## Przewodniczący Konferencji Episkopatu Austrii
- 1958–1985 – kard. Franz König
- 1985–1988 – abp Karl Berg
- 1988–1995 – kard. Hans Hermann Groër
- 1995–1998 – bp Johann Weber
- 1998–2020 – kard. Christoph Schönborn[2] OP
- od 2020 – abp Franz Lackner[3] OFM

## Wiceprzewodniczący Episkopatu Austrii
- 2015–2020 – abp Franz Lackner OFM
- od 2020 – bp Manfred Scheuer[4]